# Сядемка (археологія)
Сядемка, археологічний комплекс з трьох селищ й одного могильника 12-13 сторіччя, що належав середньовічній мокші. Розташований поблизу села Сядемка Земетчинського району Пензенської області.

## Дослідження
Відкрито М. Р. Полєсських у 1967 році. Ним було обстежено три селища й проведені розкопки мокшанського могильника.
У 1991-92 роках дослідження могильника продовжив А. В. Расторопов.

## Мокшанський могильник
На могильнику було виявлено 6 поховань. Були виявлені знаряддя праці, озброєння, прикраси та інше, що відбиває рівень суспільно-господарського розвитку населення, культурну наступність від мокшанських могильників Надмокшання 8-11 сторіччя, що зосереджені у сточищі річок Цна, Виша, Вад.
Найчисельніші серед похоронного інвентарю зустрічаються залізні ножі. Прикраси виготовлені переважно з бронзи й в деяких випадках — зі срібла. Із золотого дроту виготовлена сережка половецького типу. З предметів руського імпорту виявлено кам'яні пряслиця з червоного шиферу.

## Сядемка-3
Селище Сядемка-3 відноситься до культури сітчастої кераміки бронзової доби.